# Peggy Hopkins Joyce
Peggy Hopkins Joyce (Berkley, Virginia, 26 de mayo de 1893-Nueva York, 12 de junio de 1957) fue una actriz y celebridad de nacionalidad estadounidense, famosa, además de por su trabajo teatral y cinematográfico, por sus numerosos matrimonios y divorcios con hombres adinerados, sus escandalosas aventuras, sus diamantes y su, por lo general pródigo, estilo de vida.

## Biografía
Nacida en Berkley, Virginia, su verdadero nombre era Marguerite Upton, aunque era habitualmente llamada "Peggy", un diminutivo tradicional de Margaret o Marguerite. "Hopkins" y "Joyce" eran los apellidos de su segundo y su tercer maridos, respectivamente. Upton abandonó su hogar a los 15 años para escaparse con un artista de vodevil.
Como actriz teatral, debutó en el circuito de Broadway en 1917 en los Ziegfeld Follies, actuando más adelante en el espectáculo producido por la familia Shubert "A Sleepless Night." Lee Shubert fue durante un tiempo su amante, uno más de una lista que incluía a Irving Thalberg, Walter Chrysler y Charlie Chaplin, que basó parte de su film Una mujer de París en las historias que Joyce le contaba sobre su previo matrimonio. Entre sus amantes también se rumoreó que se encontraba el futuro rey Gustavo VI Adolfo de Suecia.
Su primer matrimonio, con el "Rey del Bórax" Everett Archer, había sido anulado al descubrirse que se había casado sin alcanzar la edad legal. A su tercer marido, Stanley Joyce, lo abandonó por el playboy parisino Henri Letellier, con el cual no llegó a casarse. Su cuarto matrimonio, con el conde sueco Gosta Morner, duró unos pocos meses.
Joyce causó sensación en 1923 en la entrega de los anuales premios Earl Carroll's Vanities. Ella debutó en el cine en 1924 con la cinta "The Skyrocket," la cual provocó que el estado de Wisconsin aprobara la censura previa de las películas que iban a exibirse en el estado. De todas maneras, el film fue un fracaso de taquilla. En 1933 se interpretó a sí misma en el film International House, con W.C. Fields, exhibiéndose en el mismo algunas bromas acerca de la vida amorosa de Joyce. Debido a algunos de los chistes, el Código Hays empezó a aplicarse y a censurar películas al año siguiente.
En la vida de Joyce también hubo lugar para las tragedias. Así, Guillermo Errázuriz, hermano de la también escandalosa Blanca Errázuriz, se suicidó en París en 1922, al sentirse despechado por ella. 

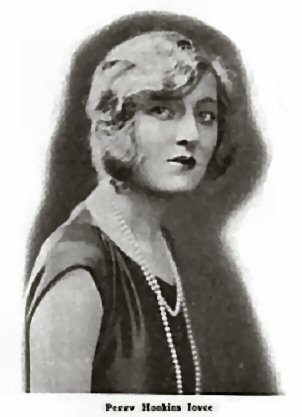
Peggy Hopkins Joyce hacia 1922

Joyce fue la propietaria del Diamante Portugués, uno de los más caros del mundo, que vendió a Harry Winston y que actualmente se exhibe en el Instituto Smithsoniano en Washington D. C.
Harpo Marx dijo de ella que era analfabeta. Sin embargo, Joyce firmó durante varios años en la década de 1930 una columna en la publicación de Nueva York Varieties. En la misma trataba sobre la vida social en Nueva York y Londres.
Peggy Hopkins Joyce falleció en la ciudad de Nueva York en 1957, a causa de un cáncer de garganta. Tenía 64 años de edad. Fue enterrada en el Cementerio Gate of Heaven de Hawthorne, Nueva York.